# Championnat NCAA féminin de volley-ball
Le championnat NCAA féminin de volley-ball oppose les universités des États-Unis dans une compétition leur étant réservée, et où les joueuses y sont inscrites en tant qu'étudiantes — les joueuses professionnelles sont interdites.

## Palmarès
| Année | Vainqueur        | Score | Finaliste        | Lieu                                                  |
| ----- | ---------------- | ----- | ---------------- | ----------------------------------------------------- |
| 1981  | USC              | 3 - 2 | UCLA             | Pauley Pavilion (Los Angeles, Californie)             |
| 1982  | Hawaii           | 3 - 2 | USC              | Alex G. Spanos Center (en) (Stockton, Californie)     |
| 1983  | Hawaii           | 3 - 0 | UCLA             | Memorial Coliseum (en) (Lexington, Kentucky)          |
| 1984  | UCLA             | 3 - 2 | Stanford         | Pauley Pavilion (Los Angeles, Californie)             |
| 1985  | Pacific          | 3 - 1 | Stanford         | Read Fieldhouse (en) (Kalamazoo, Michigan)            |
| 1986  | Pacific          | 3 - 0 | Nebraska         | Alex G. Spanos Center (en) (Stockton, Californie)     |
| 1987  | Hawaii           | 3 - 1 | Stanford         | Market Square Arena (Indianapolis, Indiana)           |
| 1988  | Texas            | 3 - 0 | Hawaii           | Williams Arena (Minneapolis, Minnesota)               |
| 1989  | Long Beach State | 3 - 0 | Nebraska         | Neal S. Blaisdell Center (en) (Honolulu, Hawaï)       |
| 1990  | UCLA             | 3 - 0 | Pacific          | Cole Field House (en) (College Park, Maryland)        |
| 1991  | UCLA             | 3 - 2 | Long Beach State | Pauley Pavilion (Los Angeles, Californie)             |
| 1992  | Stanford         | 3 - 2 | UCLA             | University Arena (Albuquerque, Nouveau-Mexique)       |
| 1993  | Long Beach State | 3 - 1 | Penn State       | UW Field House (en) (Madison, Wisconsin)              |
| 1994  | Stanford         | 3 - 1 | UCLA             | Frank Erwin Center (Austin, Texas)                    |
| 1995  | Nebraska         | 3 - 1 | Texas            | Mullins Center (en) (Amherst, Massachusetts)          |
| 1996  | Stanford         | 3 - 0 | Hawaii           | Wolstein Center (Cleveland, Ohio)                     |
| 1997  | Stanford         | 3 - 2 | Penn State       | Spokane Veterans Memorial Arena (Spokane, Washington) |
| 1998  | Long Beach State | 3 - 2 | Penn State       | Kohl Center (Madison, Wisconsin)                      |
| 1999  | Penn State       | 3 - 0 | Stanford         | Stan Sheriff Center (en) (Honolulu, Hawaï)            |
| 2000  | Nebraska         | 3 - 2 | Wisconsin        | Richmond Coliseum (en) (Richmond, Virginie)           |
| 2001  | Stanford         | 3 - 0 | Long Beach State | Cox Arena (San Diego, Californie)                     |
| 2002  | USC              | 3 - 1 | Stanford         | New Orleans Arena (La Nouvelle-Orléans, Louisiane)    |
| 2003  | USC              | 3 - 1 | Florida          | Reunion Arena (Dallas, Texas)                         |
| 2004  | Stanford         | 3 - 0 | Minnesota        | Long Beach Arena (Long Beach, Californie)             |
| 2005  | Washington       | 3 - 0 | Nebraska         | Alamodome (San Antonio, Texas)                        |
| 2006  | Nebraska         | 3 - 1 | Stanford         | Qwest Center (Omaha, Nebraska)                        |
| 2007  | Penn State       | 3 - 2 | Stanford         | ARCO Arena (Sacramento, Californie)                   |
| 2008  | Penn State       | 3 - 0 | Stanford         | Qwest Center (Omaha, Nebraska)                        |
| 2009  | Penn State       | 3 - 2 | Texas            | St. Pete Times Forum (Tampa, Floride)                 |
| 2010  | Penn State       | 3 - 0 | California       | Sprint Center (Kansas City, Missouri)                 |
| 2011  | UCLA             | 3 - 1 | Illinois         | Alamodome (San Antonio, Texas)                        |
| 2012  | Texas            | 3 - 0 | Oregon           | KFC Yum! Center (Louisville, Kentucky)                |
| 2013  | Penn State       | 3 - 1 | Wisconsin        | KeyArena (Seattle, Washington)                        |
| 2014  | Penn State       | 3 - 0 | BYU              | Chesapeake Energy Arena (Oklahoma City, Oklahoma)     |
| 2015  | Nebraska         | 3 - 0 | Texas            | CenturyLink Center Omaha (Omaha, Nebraska)            |
| 2016  | Stanford         | 3 - 1 | Texas            | Nationwide Arena (Columbus, Ohio)                     |
| 2017  | Nebraska         | 3 - 1 | Florida          | Sprint Center (Kansas City, Missouri)                 |
| 2018  | Stanford         | 3 - 2 | Nebraska         | Target Center (Minneapolis, Minnesota)                |
| 2019  | Stanford         | 3 - 0 | Wisconsin        | PPG Paints Arena (Pittsburgh, Pennsylvanie)           |
| 2020  | Kentucky         | 3 - 1 | Texas            | CHI Health Center Omaha (Omaha, Nebraska)             |
| 2021  | Wisconsin        | 3 - 2 | Nebraska         | Nationwide Arena (Columbus, Ohio)                     |
| 2022  | Texas            | 3 - 0 | Louisville       | CHI Health Center Omaha (Omaha, Nebraska)             |
| 2023  | Texas            | 3 - 0 | Nebraska         | Amalie Arena (Tampa, Floride)                         |
| 2024  | Penn State       | 3 - 1 | Louisville       | KFC Yum! Center (Louisville, Kentucky)                |
| 2025  |                  |       |                  | T-Mobile Center (Kansas City, Missouri)               |
| 2026  |                  |       |                  | Alamodome (San Antonio, Texas)                        |
| 2027  |                  |       |                  | Nationwide Arena (Columbus, Ohio)                     |

1. ↑  En raison du Covid-19, la NCAA a reporté le championnat de cette saison de l'automne 2020 au printemps 2021. Le tournoi a été désigné comme le tournoi « 2020 », mais la saison a été désignée comme « 2020–21 ».

## Bilan
| Équipes          | Titres | Année                                                |
| ---------------- | ------ | ---------------------------------------------------- |
| Stanford         | 9      | 1992, 1994, 1996, 1997, 2001, 2004, 2016, 2018, 2019 |
| Penn State       | 8      | 1999, 2007, 2008, 2009, 2010, 2013, 2014, 2024       |
| Nebraska         | 5      | 1995, 2000, 2006, 2015, 2017                         |
| UCLA             | 4      | 1984, 1990, 1991, 2011                               |
| Texas            | 4      | 1988, 2012, 2022, 2023                               |
| USC              | 3      | 1981, 2002, 2003                                     |
| Hawaii           | 3      | 1982, 1983, 1987                                     |
| Long Beach State | 3      | 1989, 1993, 1998                                     |
| Pacific          | 2      | 1985, 1986                                           |
| Washington       | 1      | 2005                                                 |
| Kentucky         | 1      | 2020                                                 |
| Wisconsin        | 1      | 2021                                                 |

## Meilleure joueuse Division I NCAA
| Année | Joueuse                            | Université                  |
| ----- | ---------------------------------- | --------------------------- |
| 1991  | Natalie Williams Antoinnette White | UCLA Long Beach State       |
| 1996  | Kerri Walsh                        | Stanford                    |
| 1997  | Terri Zemaitis (en)                | Penn State                  |
| 1998  | Misty May Lauren Cacciamani (en)   | Long Beach State Penn State |
| 1999  | Lauren Cacciamani                  | Penn State                  |
| 2000  | Greichaly Cepero (en)              | Nebraska                    |
| 2001  | Logan Tom                          | Stanford                    |
| 2002  | Keao Burdine                       | USC                         |
| 2003  | Keao Burdine                       | USC                         |
| 2004  | Ogonna Nnamani                     | Stanford                    |
| 2005  | Christal Morrison                  | Washington                  |
| 2006  | Sarah Pavan                        | Nebraska                    |
| 2007  | Megan Hodge                        | Penn State                  |
| 2008  | Megan Hodge                        | Penn State                  |
| 2009  | Destinee Hooker                    | Texas                       |
| 2010  | Deja McClendon                     | Penn State                  |
| 2011  | Rachael Kidder                     | UCLA                        |
| 2012  | Bailey Webster                     | Texas                       |
| 2013  | Micha Hancock                      | Penn State                  |
| 2014  | Megan Courtney (en)                | Penn State                  |
| 2015  | Mikaela Foecke                     | Nebraska                    |
| 2016  | Inky Ajanaku (en)                  | Stanford                    |
| 2017  | Mikaela Foecke Kelly Hunter        | Nebraska                    |
| 2018  | Kathryn Plummer Morgan Hentz (en)  | Stanford                    |
| 2019  | Kathryn Plummer                    | Stanford                    |
| 2020  | Madison Lilley                     | Kentucky                    |
| 2021  | Anna Smrek                         | Wisconsin                   |
| 2022  | Logan Eggleston (en)               | Texas                       |
| 2023  | Madisen Skinner (en)               | Texas                       |
| 2024  | Jess Mruzik (en)                   | Penn State                  |